# سبيرولينا اغيليس
سبيرولينا اغيليس(بالإنجليزية: Spirulina agilis)‏ نوع من البكتيريا الزرقاء للمياه العذبة من جنس سبيرولينا. 